# Vaughan Coveny
Vaughan Coveny (Wellington, 13 december 1971) is een voormalig profvoetballer uit Nieuw-Zeeland, die na zijn actieve carrière het trainersvak instapte. In 2010 kreeg hij de leiding bij de club die hij jarenlang diende als speler, South Melbourne FC. Coveny kwam 71 keer uit voor zijn nationale team, en maakte daarin 30 doelpunten als spits.
| Jaren:     | Club:                            | Wedstrijden: | Goals: |
| ---------- | -------------------------------- | ------------ | ------ |
| ?-?        | Newlands United                  | ?            | ?      |
| ?-?        | Miramar Rangers                  | ?            | ?      |
| 1991-1993  | Melbourne Knights                | ?            | ?      |
| 1993-1995  | Wollongong Wolves                | 24           | 12     |
| 1995-2006  | South Melbourne                  | 247          | 88     |
| 2005-2006  | Newcastle United Jets (verhuurd) | 10           | 4      |
| 2007-heden | Wellington Phoenix               | 2            | 0      |